# Ungerns Grand Prix 2019
Ungerns Grand Prix 2019, officiellt Formula 1 Rolex Magyar Nagydíj 2019, var ett Formel 1-lopp som kördes 4 augusti 2019 på Hungaroring i Mogyoród i Ungern. Loppet var det tolfte av sammanlagt tjugoen deltävlingar ingående i Formel 1-säsongen 2019 och kördes över 70 varv.
Max Verstappen tog sin första Pole Position och blev i och med det den hundrade föraren som startat först i ett F1-lopp.

## Resultat

### Kval
| KR. | Nr | Förare             | Konstruktör               | Q1       | Q2       | Q3       | Grid |
| --- | -- | ------------------ | ------------------------- | -------- | -------- | -------- | ---- |
| 1   | 33 | Max Verstappen     | Red Bull Racing-Honda     | 1.15,817 | 1.15,573 | 1.14,572 | 1    |
| 2   | 77 | Valtteri Bottas    | Mercedes                  | 1.16,078 | 1.15,669 | 1.14,590 | 2    |
| 3   | 44 | Lewis Hamilton     | Mercedes                  | 1.16,068 | 1.15,548 | 1.14,769 | 3    |
| 4   | 16 | Charles Leclerc    | Ferrari                   | 1.16,337 | 1.15,792 | 1.15,043 | 4    |
| 5   | 5  | Sebastian Vettel   | Ferrari                   | 1.16,452 | 1.15,885 | 1.15,071 | 5    |
| 6   | 10 | Pierre Gasly       | Red Bull Racing-Honda     | 1.16,716 | 1.16,393 | 1.15,450 | 6    |
| 7   | 4  | Lando Norris       | McLaren-Renault           | 1.16,697 | 1.16,060 | 1.15,800 | 7    |
| 8   | 55 | Carlos Sainz Jr.   | McLaren-Renault           | 1.16,493 | 1.16,308 | 1.15,852 | 8    |
| 9   | 8  | Romain Grosjean    | Haas-Ferrari              | 1.16,978 | 1.16,319 | 1.16,013 | 9    |
| 10  | 7  | Kimi Räikkönen     | Alfa Romeo Racing-Ferrari | 1.16,506 | 1.16,518 | 1.16,041 | 10   |
| 11  | 27 | Nico Hülkenberg    | Renault                   | 1.16,790 | 1.16,565 | 0        | 11   |
| 12  | 23 | Alexander Albon    | Scuderia Toro Rosso-Honda | 1.16,912 | 1.16,687 | 0        | 12   |
| 13  | 26 | Daniil Kvyat       | Scuderia Toro Rosso-Honda | 1.16,750 | 1.16,692 | 0        | 13   |
| 14  | 99 | Antonio Giovinazzi | Alfa Romeo Racing-Ferrari | 1.16,894 | 1.16,804 | 0        | 17a  |
| 15  | 20 | Kevin Magnussen    | Haas-Ferrari              | 1.16,122 | 1.17,081 | 0        | 14   |
| 16  | 63 | George Russell     | Williams-Mercedes         | 1.17,031 | 0        | 0        | 15   |
| 17  | 11 | Sergio Pérez       | Racing Point-BWT Mercedes | 1.17,109 | 0        | 0        | 16   |
| 18  | 3  | Daniel Ricciardo   | Renault                   | 1.17,257 | 0        | 0        | 20   |
| 19  | 18 | Lance Stroll       | Racing Point-BWT Mercedes | 1.17,542 | 0        | 0        | 18   |
| 20  | 88 | Robert Kubica      | Williams-Mercedes         | 1.18,324 | 0        | 0        | 19   |

| Vidare från första kvalrundan ▬▬ Vidare från andra kvalrundan ▬▬ |

107 %-gränsen:1.21,124
Källor:
- ^a  Antonio Giovinazzi kvalade in på en 14:e plats men bestraffades med tre platsers nedflyttning på startgriden efter att obefogad hindrat Lance Stroll under kvalet.[8]

### Lopp
| Pos. | Nr | Förare             | Konstruktör               | Varv | Tid           | Grid | P     |
| ---- | -- | ------------------ | ------------------------- | ---- | ------------- | ---- | ----- |
| 1    | 44 | Lewis Hamilton     | Mercedes                  | 70   | 1:35.03,796   | 3    | 25    |
| 2    | 33 | Max Verstappen     | Red Bull Racing-Honda     | 70   | +17,796       | 1    | 18+1a |
| 3    | 5  | Sebastian Vettel   | Ferrari                   | 70   | +61,433       | 5    | 15    |
| 4    | 16 | Charles Leclerc    | Ferrari                   | 70   | +65.250       | 4    | 12    |
| 5    | 55 | Carlos Sainz Jr.   | McLaren-Renault           | 69   | +1 varv       | 8    | 10    |
| 6    | 10 | Pierre Gasly       | Red Bull Racing-Honda     | 69   | +1 varv       | 6    | 8     |
| 7    | 7  | Kimi Räikkönen     | Alfa Romeo Racing-Ferrari | 69   | +1 varv       | 10   | 6     |
| 8    | 77 | Valtteri Bottas    | Mercedes                  | 69   | +1 varv       | 2    | 4     |
| 9    | 4  | Lando Norris       | McLaren-Renault           | 69   | +1 varv       | 7    | 2     |
| 10   | 23 | Alexander Albon    | Scuderia Toro Rosso-Honda | 69   | +1 varv       | 12   | 1     |
| 11   | 11 | Sergio Pérez       | Racing Point-BWT Mercedes | 69   | +1 varv       | 16   | 0     |
| 12   | 27 | Nico Hülkenberg    | Renault                   | 69   | +1 varv       | 11   | 0     |
| 13   | 20 | Kevin Magnussen    | Haas-Ferrari              | 69   | +1 varv       | 14   | 0     |
| 14   | 3  | Daniel Ricciardo   | Renault                   | 69   | +1 varv       | 20   | 0     |
| 15   | 26 | Daniil Kvyat       | Scuderia Toro Rosso-Honda | 68   | +2 varv       | 13   | 0     |
| 16   | 63 | George Russell     | Williams-Mercedes         | 68   | +2 varv       | 15   | 0     |
| 17   | 18 | Lance Stroll       | Racing Point-BWT Mercedes | 68   | +2 varv       | 18   | 0     |
| 18   | 99 | Antonio Giovinazzi | Alfa Romeo Racing-Ferrari | 68   | +2 varv       | 17   | 0     |
| 19   | 88 | Robert Kubica      | Williams-Mercedes         | 67   | +3 varv       | 19   | 0     |
| RET  | 8  | Romain Grosjean    | Haas-Ferrari              | 49   | Vattenläckage | 9    | 0     |

| Förare och stall som tog poäng ▬▬ |

Källor:
- ^a  – Max Verstappen fick en extrapoäng för snabbaste varv.[1]

## Poängställning efter loppet
| Position  | 1    | 2    | 3    | 4    | 5    | 6   | 7   | 8   | 9   | 10  | Snabbaste varv |
| Poäng (p) | 250p | 180p | 150p | 120p | 100p | 80p | 60p | 40p | 20p | 10p | 10p            |

| Pos. | Förare             | Stall                     | Poäng |
| ---- | ------------------ | ------------------------- | ----- |
| 1    | Lewis Hamilton     | Mercedes                  | 250   |
| 2    | Valtteri Bottas    | Mercedes                  | 188   |
| 3    | Max Verstappen     | Red Bull-Honda            | 181   |
| 4    | Sebastian Vettel   | Ferrari                   | 156   |
| 5    | Charles Leclerc    | Ferrari                   | 132   |
| 6    | Pierre Gasly       | Red Bull-Honda            | 63    |
| 7    | Carlos Sainz, Jr.  | McLaren-Renault           | 58    |
| 8    | Kimi Räikkönen     | Alfa Romeo Racing-Ferrari | 31    |
| 9    | Daniil Kvyat       | Toro Rosso-Honda          | 27    |
| 10   | Lando Norris       | McLaren-Renault           | 24    |
| 11   | Daniel Ricciardo   | Renault                   | 22    |
| 12   | Lance Stroll       | Racing Point-BWT Mercedes | 18    |
| 13   | Kevin Magnussen    | Haas-Ferrari              | 18    |
| 14   | Nico Hülkenberg    | Renault                   | 17    |
| 15   | Alexander Albon    | Toro Rosso-Honda          | 16    |
| 16   | Sergio Pérez       | Racing Point-BWT Mercedes | 13    |
| 17   | Romain Grosjean    | Haas-Ferrari              | 8     |
| 18   | Antonio Giovinazzi | Alfa Romeo Racing-Ferrari | 1     |
| 19   | Robert Kubica      | Renault                   | 1     |

| Pos. | Stall                     | Poäng |
| ---- | ------------------------- | ----- |
| 1    | Mercedes                  | 438   |
| 2    | Ferrari                   | 288   |
| 3    | Red Bull-Honda            | 244   |
| 4    | McLaren-Renault           | 82    |
| 5    | Toro Rosso-Honda          | 43    |
| 6    | Renault                   | 39    |
| 7    | Alfa Romeo Racing-Ferrari | 32    |
| 8    | Racing Point-BWT Mercedes | 31    |
| 9    | Haas-Ferrari              | 26    |
| 10   | Williams-BWT Mercedes     | 1     |